# Ay I
Ay of Ai was een farao van de 13e dynastie uit de Egyptische oudheid.

## Biografie
Ay kwam omstreeks 1700 v.Chr. op de troon van Egypte. Zijn regeringsdata staan op de Turijnse koningslijst genoteerd, maar die is beschadigd. Verscheidene geleerden hebben zich hierover gebogen en kwamen met verschillende theorieën. Zo is er Jürgen von Beckerath, die de farao 13 jaar regering toeschrijft op basis van zijn interpretatie van de lijst. Alan Gardiner en Kenneth Kitchen geven 23 jaar regering voor Ay I. Dit wordt ook bevestigd door Kim Ryholt. Volgens zijn interpretatie moeten de data worden gelezen als 23 jaar, 8 maanden en 18 dagen. Dit maakt Ay een van de langst levende farao's van de 13e dynastie.
Ay is vooral bekend van de vele scarabeeën. Dat de pyramidion van zijn tombe is ontdekt bij Avaris suggereert dat de Hyksos zijn graftombe hebben leeggeroofd. Dit kan worden bevestigd omdat de piramide inscripties bevat van offers aan de god Ptah. Het vereringscentrum van deze god lag in Memphis, niet in Avaris.
Hij is de laatste farao die werkelijk over heel Egypte heeft geregeerd. Men komt aan deze stelling omdat er bewijzen van hem zijn opgegraven in heel het land.

## Bewijzen
Uit het noorden en het zuiden van Egypte zijn de volgende bewijzen bekend:
- Een piramidion, waarschijnlijk uit Saqqara
- Gehouwen stenen in de tempel van Karnak
- Verschillende scarabeeën